# Jesse Joronen
Jesse Joronen (Rautjärvi, Finlandia, 21 de marzo de 1993) es un futbolista finlandés que juega de portero en el Venezia F. C. de la Serie A. Es internacional con la selección de fútbol de Finlandia.

## Selección nacional
Fue internacional sub-17, sub-19 y sub-21, antes de ser internacional absoluto con la selección de fútbol de Finlandia, con la que debutó en 2013 frente a la selección de fútbol de Tailandia.

## Clubes
| Club                              | País       | Año       |
| --------------------------------- | ---------- | --------- |
| Fulham F. C.                      | Inglaterra | 2009-2017 |
| Maidenhead United F. C. (cedido)  | Inglaterra | 2012      |
| Cambridge United F. C. (cedido)   | Inglaterra | 2013      |
| F. C. Lahti (cedido)              | Finlandia  | 2013      |
| Accrington Stanley F. C. (cedido) | Inglaterra | 2014      |
| Stevenage F. C. (cedido)          | Inglaterra | 2015-2016 |
| AC Horsens                        | Dinamarca  | 2017-2018 |
| F. C. Copenhague                  | Dinamarca  | 2018-2019 |
| Brescia Calcio                    | Italia     | 2019-2022 |
| Venezia F. C.                     | Italia     | 2022-     |